# Bröllopet i Bränna
Bröllopet i Bränna är en svensk stumfilm från 1926 i regi av Erik A. Petschler. Förlaga till filmens manus är romanen med samma namn av Rosa Carlén (1863) och i rollerna ses bland andra Edvin Adolphson, Mona Mårtenson och Louise Frank.

## Om filmen
Inspelningen ägde rum sommaren 1926 i Filmstaden Råsunda och i Dals-Ed i Dalsland med Gustav A. Gustafson som fotograf och efter ett manus av Lars Tessing och Ester Julin. Filmen premiärvisades den 26 december 1926 på biografen Skandia i Örebro.
Filmen fick ett övervägande negativt mottagande av recensenterna.

## Handling
Den hetlevrade bonden Emanuel i Brännas moder vill att han ska gifta sig med Maja Sofia i Äng, men han älskar i själva verket prästgårdspigan Clara och motsätter sig därför modern.

## Rollista
- Edvin Adolphson – Emanuel i Bränna, bonde
- Mona Mårtenson  – Prästgårds-Clara, piga
- Louise Frank – Ingrid, Emanuels mor
- Emmy Albiin – fru Sidonia, Claras mor
- Sven Tropp – Wässbäck, pastor
- Gustav Runsten – Hinrik, dräng
- Ester Julin – Liva, fattighjon
- Georg Blomstedt – Andreasson, länsman
- Emy Bergh	– Maja Sofia
- Algot Gunnarsson – Ola Petter i Äng, Majas far
- Märta Claesson – mor Rosina, Majas hustru
- Gustaf Ranft – domare
- Percy Radhe – Anders i Lunnane
- Anna Carlén – mor Lena
- Irma S:t Cyr – Marja
- Staffan Lindborg – Ingebrett
- Elly Holmberg – ej identifierad roll
- Håkan Hertz – ej identifierad roll
- Greta Andersson – ej identifierad roll
- Aina Oséen – ej identifierad roll
- Margit Nylander – ej identifierad roll
- Irma af Klercker – ej identifierad roll